# Tropfhaus

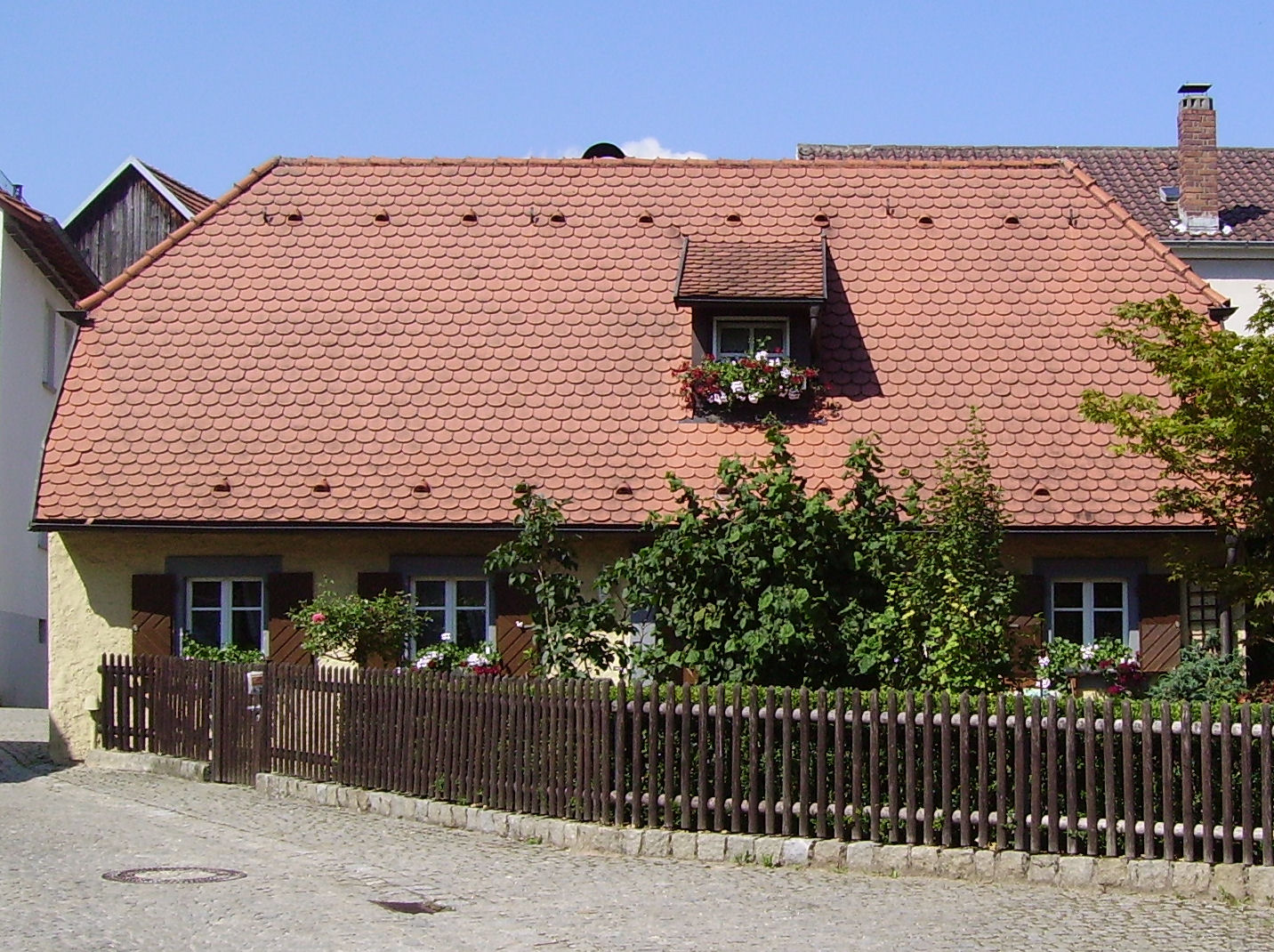
Una Tropfhaus a Heiligenstadt

Tropfhaus o Trüpfhaus è un termine di origine francone utilizzato per indicare una piccola abitazione caratterizzata dal fatto che la proprietà su cui è edificata non si estende oltre lo spazio di sgocciolamento del tetto della casa. Dal concetto di gocciolamento (in tedesco ancor oggi detto Tropfen) deriva quindi il nome Tropfhaus. 
Una Tropfhaus è un immobile che si inserisce nel contesto di altre forme di immobili agricoli: 
- Hof: un grande podere
- Halbhof o Gut: un podere di medie dimensioni
- Selde o Gütlein: una piccola tenuta agricola
- Haus, Tropfhaus: un immobile senza appezzamenti terrieri

Storicamente le case di tipo Tropfhaus  non avevano più di 30 m² di spazio abitabile, ed erano per lo più le case di lavoratori a giornata, piccoli artigiani e lavoratori a domicilio che vi vivevano insieme alle loro famiglie, spesso numerose. Il terreno su cui sorgeva una Tropfhaus era troppo piccolo per essere utilizzato per un'agricoltura di autosufficienza. 
Le Tropfhaus ancora esistenti sono spesso state oggetto di intensive ristrutturazioni, cosicché spesso le dimensioni originarie non sono più riconoscibili. 
A Hirschaid, in località Sassanfahrt, è ancora possibile vedere numerose Tropfhaus (un tempo se ne contavano 80). Alcune di esse sono state modernizzate. Altre, come quella all'indirizzo Neugartenstraße 1, sono ancora conservate nella loro originalità e sono particolarmente belle da vedere. Il locale museo permette inoltre di sperimentare le condizioni di vita all'interno di una Tropfhaus. 
Le Tropfhaus furono costruite dalle comunità (a Sassanfahrt: dal proprietario del feudo, il conte imperiale Julius von Soden), o dagli agricoltori più abbienti. Nella casa c'era una stanza più grande, che veniva utilizzata per lavorare, cucinare e dormire. La porta d'ingresso era fissata lateralmente. Dietro l'ingresso c'era ancora spazio per una capra o un maiale. C'era poi una scala che, da un pianerottolo, conduceva direttamente al sottotetto, dove si trovavano cibo, mangime e posti per dormire. 